# Olympische Jugend-Winterspiele 2024/Teilnehmer (Chile)
| Gelbes Symbol für Goldmedaillen mit stilisierten Olympischen Ringen | Graues Symbol für Silbermedaillen mit stilisierten Olympischen Ringen | Braundes Symbol für Bronzemedaillen mit stilisierten Olympischen Ringen |
| ------------------------------------------------------------------- | --------------------------------------------------------------------- | ----------------------------------------------------------------------- |
| —                                                                   | —                                                                     | —                                                                       |

Chile nahm an den Olympischen Jugend-Winterspielen 2024 in der südkoreanischen Provinz Gangwon mit 12 Athleten (7 Männer, 5 Frauen) teil.

## Teilnehmer nach Sportart

### Biathlon
| Athleten          | Wettbewerbe  | Zeit        | Fehler  | Rang |
| ----------------- | ------------ | ----------- | ------- | ---- |
| Frauen            |              |             |         |      |
| Valentina Mercado | 6 km Sprint  | 40:51,5 min | 9 (4+5) | 94   |
| Valentina Mercado | 10 km Einzel | DNS         | DNS     | DNS  |

### Freestyle-Skiing
| Athleten       | Wettbewerb | Qualifikation | Qualifikation | Finale        | Finale        | Rang |
| Athleten       | Wettbewerb | Punkte        | Rang          | Punkte        | Rang          | Rang |
| -------------- | ---------- | ------------- | ------------- | ------------- | ------------- | ---- |
| Männer         |            |               |               |               |               |      |
| León Lorenzini | Big Air    | 53,50         | 13            | ausgeschieden | ausgeschieden | 13   |
| León Lorenzini | Slopestyle | 53,50         | 16            | ausgeschieden | ausgeschieden | 16   |

| Athleten                       | Wettbewerbe         | Vorrunde | Viertelfinale | Halbfinale    | Finale/Kleines Finale | Rang |
| Athleten                       | Wettbewerbe         | Rang     | Rang          | Rang          | Rang                  | Rang |
| ------------------------------ | ------------------- | -------- | ------------- | ------------- | --------------------- | ---- |
| Frauen                         |                     |          |               |               |                       |      |
| Aymara Viel                    | Skicross            | 8        | —             | ausgeschieden | ausgeschieden         | 15   |
| Renate von Unger               | Skicross            | 9        | —             | ausgeschieden | ausgeschieden         | 17   |
| Männer                         |                     |          |               |               |                       |      |
| Clemente Costa                 | Skicross            | 11       | —             | ausgeschieden | ausgeschieden         | 21   |
| Max von Unger                  | Skicross            | 12       | —             | ausgeschieden | ausgeschieden         | 23   |
| Mixed                          |                     |          |               |               |                       |      |
| Clemente Costa Aymara Viel     | Mixed-Team Skicross | Freilos  | 4             | ausgeschieden | ausgeschieden         | 13   |
| Max von Unger Renate von Unger | Mixed-Team Skicross | Freilos  | 3             | ausgeschieden | ausgeschieden         | 9    |

### Ski Alpin
| Athleten           | Wettbewerb         | Lauf 1      | Lauf 1 | Lauf 2  | Lauf 2 | Gesamt      | Gesamt |
| Athleten           | Wettbewerb         | Zeit        | Rang   | Zeit    | Rang   | Zeit        | Rang   |
| ------------------ | ------------------ | ----------- | ------ | ------- | ------ | ----------- | ------ |
| Frauen             |                    |             |        |         |        |             |        |
| Florencia Aramburo | Super-G            | —           | —      | —       | —      | 57,52 s     | 35     |
| Florencia Aramburo | Alpine Kombination | DNF         | DNF    | DNF     | DNF    | DNF         | DNF    |
| Florencia Aramburo | Riesenslalom       | 52,18 s     | 24     | 56,23 s | 22     | 1:48,41 min | 19     |
| Florencia Aramburo | Slalom             | 55,53 s     | 36     | DNF     | DNF    | DNF         | DNF    |
| Matilde Pinilla    | Super-G            | —           | —      | —       | —      | 56,07 s     | 20     |
| Matilde Pinilla    | Alpine Kombination | 1:00,25 min | 39     | 56,55 s | 24     | 1:56,80 min | 26     |
| Matilde Pinilla    | Riesenslalom       | 52,01 s     | 23     | 55,49 s | 18     | 1:47,50 min | 18     |
| Matilde Pinilla    | Slalom             | DNF         | DNF    | DNF     | DNF    | DNF         | DNF    |
| Männer             |                    |             |        |         |        |             |        |
| Gerónimo Castro    | Riesenslalom       | DNF         | DNF    | DNF     | DNF    | DNF         | DNF    |
| Gerónimo Castro    | Slalom             | 49,74 s     | 27     | 56,19 s | 20     | 1:45,93 min | 18     |

### Skilanglauf
| Athleten         | Wettbewerb       | Zeit        | Rang |
| ---------------- | ---------------- | ----------- | ---- |
| Männer           |                  |             |      |
| Patricio Melinan | 7,5 km Klassisch | 24:20,1 min | 58   |
| Cristóbal Ríos   | 7,5 km Klassisch | 24:54,7 min | 62   |

| Athleten         | Wettbewerbe     | Qualifikation | Qualifikation | Viertelfinale | Viertelfinale | Halbfinale    | Halbfinale    | Finale        | Finale        | Rang |
| Athleten         | Wettbewerbe     | Zeit          | Rang          | Zeit          | Rang          | Zeit          | Rang          | Zeit          | Rang          | Rang |
| ---------------- | --------------- | ------------- | ------------- | ------------- | ------------- | ------------- | ------------- | ------------- | ------------- | ---- |
| Männer           |                 |               |               |               |               |               |               |               |               |      |
| Patricio Melinan | Sprint Freistil | 3:38,36 min   | 65            | ausgeschieden | ausgeschieden | ausgeschieden | ausgeschieden | ausgeschieden | ausgeschieden | 64   |
| Cristóbal Ríos   | Sprint Freistil | 3:40,38 min   | 67            | ausgeschieden | ausgeschieden | ausgeschieden | ausgeschieden | ausgeschieden | ausgeschieden | 66   |

### Snowboard
| Athleten          | Wettbewerb | Qualifikation | Qualifikation | Finale        | Finale        | Rang |
| Athleten          | Wettbewerb | Punkte        | Rang          | Punkte        | Rang          | Rang |
| ----------------- | ---------- | ------------- | ------------- | ------------- | ------------- | ---- |
| Männer            |            |               |               |               |               |      |
| Benjamin Villegas | Big Air    | 53,50         | 13            | ausgeschieden | ausgeschieden | 13   |
| Benjamin Villegas | Slopestyle | 17,50         | 21            | ausgeschieden | ausgeschieden | 21   |